# Halbmarathon-Weltmeisterschaften 1994
Die 3. Halbmarathon-Weltmeisterschaften (offiziell IAAF World Half Marathon Championships) fanden am 24. September 1994 in der norwegischen Hauptstadt Oslo statt. 215 Teilnehmer – 127 Männer und 88 Frauen – aus 47 Ländern gingen an den Start. Die gesonderte Juniorenwertung im Männerrennen wurde im Vergleich zu den ersten beiden Austragungen abgeschafft.

## Ergebnisse

### Einzelwertung Männer
| Platz | Athlet            | Land | Zeit (h) |
| ----- | ----------------- | ---- | -------- |
| 1     | Khalid Skah       | MAR  | 1:00:27  |
| 2     | Germán Silva      | MEX  | 1:00:28  |
| 3     | Ronaldo da Costa  | BRA  | 1:00:54  |
| 4     | Godfrey Kiprotich | KEN  | 1:01:01  |
| 5     | Shem Kororia      | KEN  | 1:01:16  |
| 6     | Andrew Masai      | KEN  | 1:01:19  |
| 7     | Tendai Chimusasa  | ZIM  | 1:01:26  |
| 8     | Fackson Nkandu    | ZAM  | 1:01:30  |

Teilnehmer aus deutschsprachigen Ländern: Platz 15: Carsten Eich  GER, 1:01:44 h; Platz 45: Arnold Mächler  SUI, 1:03:30 h; Platz 54: Michael Scheytt  GER, 1:03:59 h; Platz 56: Konrad Dobler  GER, 1:04:01 h; Platz 62: Klaus-Peter Nabein  GER, 1:04:47 h; Platz 82: Markus Gerber  SUI, 1:05:42 h; Platz 96: Markus Graf  SUI, 1:07:29 h; Platz 101: Hansjörg Brückner  SUI, 1:08:13 h; DNF: Stéphane Schweickhardt  SUI, Kurt Stenzel  GER.

### Teamwertung Männer
| Platz | Land und Athleten                                                       | Zeit (h)                        |
| ----- | ----------------------------------------------------------------------- | ------------------------------- |
| 1     | Kenia Godfrey Kiprotich (4.) Shem Kororia (5.) Andrew Masai (6.)        | 3:03:36 1:01:01 1:01:16 1:01:19 |
| 2     | Mexiko Germán Silva (2.) Martín Pitayo (12.) Benjamín Paredes (14.)     | 3:03:47 1:00:28 1:01:38 1:01:41 |
| 3     | Marokko Khalid Skah (1.) Salah Hissou (18.) Abdelkader El Mouaziz (34.) | 3:05:58 1:00:27 1:02:20 1:03:11 |

Deutschland belegte Platz 9 in 3:09:13 h, die Schweiz Platz 20 in 3:16:41 h.

### Einzelwertung Frauen
| Platz | Athletin          | Land | Zeit (h) |
| ----- | ----------------- | ---- | -------- |
| 1     | Elana Meyer       | RSA  | 1:08:36  |
| 2     | Iulia Negură      | ROU  | 1:09:15  |
| 3     | Anuța Cătună      | ROU  | 1:09:35  |
| 4     | Albertina Dias    | POR  | 1:09:57  |
| 5     | Ella Fidatof      | ROU  | 1:10:13  |
| 6     | Hilde Stavik      | NOR  | 1:10:21  |
| 7     | Brynhild Synstnes | NOR  | 1:10:29  |
| 8     | Marleen Renders   | BEL  | 1:10:33  |

### Teamwertung Frauen
| Platz | Land und Athletinnen                                                    | Zeit (h)                        |
| ----- | ----------------------------------------------------------------------- | ------------------------------- |
| 1     | Rumänien Iulia Negură (2.) Anuța Cătună (3.) Elena Fidatof (5.)         | 3:29:03 1:09:15 1:09:35 1:10:13 |
| 2     | Norwegen Hilde Stavik (6.) Brynhild Synstnes (7.) Grete Kirkeberg (22.) | 3:33:36 1:10:21 1:10:29 1:12:46 |
| 3     | Japan Mari Tanigawa (10.) Mineko Watanabe (19.) Yukari Komatsu (20.)    | 3:35:39 1:10:43 1:12:26 1:12:30 |